# Transvision
Transvision (anteriormente conhecido como TelkomVision) é uma empresa baseada em assinaturas de transmissão direta por satélite (DBS), televisão de protocolo de internet (IPTV) e de televisão a cabo do prestador de serviços para a Indonésia. É uma joint venture entre o Telkom Group e Trans Corp. Atualmente a Transvision é totalmente detida pelo Trans Corp.
A PT. Indonusa Telemedia "TelkomVision" foi criado em 7 de maio de 1997, e iniciou suas operações em 1999, a PT Indonusa Telemedia "TelkomVision" começou como uma empresa constituída por vários acionistas: 	 
- PT Telekomunikasi Indonesia (Telkom)
- PT Telkomindo Primabhakti (Megacell)
- PT Rajawali Citra Televisi Indonesia (RCTI)
- PT Datakom Asia (Datakom Asia)

Em 2003, a Telkom tornou-se seu principal acionista, mantendo 98,75% de participação da "TelkomVision", enquanto o restante (1,25%) é de propriedade da Datakom. Em 2014, TelkomVision oficialmente fechada e rebatizada como Transvision devido aos acionistas TelkomVision apenas 20% e agora de propriedade da Trans Media, que tornou-se seu principal acionista, mantendo 80%. Agora Transvision é totalmente detida pela Trans Corp